# Joe Smith (jazzmuzikant)
Joseph C. Smith (Ripley, 28 juni 1902 - New York, 2 december 1937) was een Amerikaanse jazztrompettist en -kornettist.

## Biografie
Smith was afkomstig uit een familie van trompettisten. Zijn vader speelde trompet in een brassband en zijn broer Russell Smith was eveneens trompettist. Smith begon zijn muzikale carrière in kleinere bands in Missouri en kwam omstreeks 1920 voor de eerste keer naar New York. In het daaropvolgende jaar behoorde hij in Chicago tot de Black Swan Masters. Daarna begeleidde hij een veelvoud van bekende blueszangeressen, waaronder Mamie Smith (1922–23), Ethel Waters en Bessie Smith, wiens lievelingstrompettist hij was. Ook behoorde hij tot de Broadway Syncopators van Billy Paige. Nadat hij muzikaal leider was bij de band van Noble Sissle en Eubie Blake, voegde hij zich in 1925, net als zijn broer, bij het orkest van Fletcher Henderson, waar hij een van de stersolisten was.
Hij werd daarmee opvolger en collega van beroemde muzikanten als Louis Armstrong, Rex Stewart en Tommy Ladnier. Vanaf 1929 behoorde hij tot 1934 bij McKinney's Cotton Pickers. Tijdens de jaren 1930 werd hij psychisch ziek, nadat hij, zoals drummer Kaiser Marshall in Hear Me Talkin' to Ya vertelde, in 1930 tijdens een auto-ongeluk onder invloed van alcohol de dood van de bevriende muziekcollega en zanger George 'Fathead' Thomas had veroorzaakt. Hij woonde in Kansas City, waar hij nog kort werkzaam was voor Bennie Moten, Kaiser Marshall, McKinney en Fletcher Henderson. 

## Waardering
Gunther Schuller kenmerkte Smith als een van de meest interessante trompettisten van de jaren 1920, omdat hij instrumentaal-technisch meesterschap verbond met een emotionele en lyrische stijl, zoals deze in de vroege dagen van de jazz bekend was. Volgens Scott Yanow werd hij vaak vergeleken met Bix Beiderbecke. Smith was ook een absolute meester  van de demper.

## Overlijden
Hij verbleef later meerdere jaren in het New Yorkse Bellevue Hospital en overleed uiteindelijk op 35-jarige leeftijd aan tuberculose.